# Adolf Bühler (Bauingenieur)
Adolf Bühler (* 9. März 1882 in Wollishofen, heute Zürich; † 7. September 1951 in Bern) war ein Schweizer Bauingenieur.
Von 1900 bis 1904 studierte er Bauingenieurwesen am Polytechnikum Zürich. Nach Anstellungen in der Schweiz, Italien und Deutschland trat er 1912 ins Brückenbaubüro bei der Generaldirektion der SBB ein, wo er 1918 Sektionschef für Brückenbau wurde. Im Jahr 1937 bekam er die Ehrendoktorwürde der Universität Lausanne verliehen.